# 克吕尼
克吕尼（法語：Cluny，法語發音：[klyni]），法国东部城市，勃艮第-弗朗什-孔泰大区索恩-卢瓦尔省的一个市镇，隶属于马孔区，其市镇面积为23.71平方公里，2022年1月1日时人口数量为4,980人，在法国城市中排名第2,235位。
克吕尼位于索恩-卢瓦尔省南部，格罗讷河畔，是一个区域性的中心城市。克吕尼因同名修道院及宗教改革而闻名，后者对法国乃至欧洲的中世纪中后期的社会秩序产生了深远影响。

## 地名来源
“克吕尼”一名最初于公元825年以拉丁语“Cluniacus”的形式被记载，该名称的来源尚存在争议，法国历史学家亨利·达尔布瓦·德朱班维尔、阿尔贝·多扎和夏尔·罗斯坦均认为该名称来源于人名，另一位历史学家格扎维埃·德拉马尔则认为该名称来源于凯尔特语“clounis”，意为“草地”。

## 历史

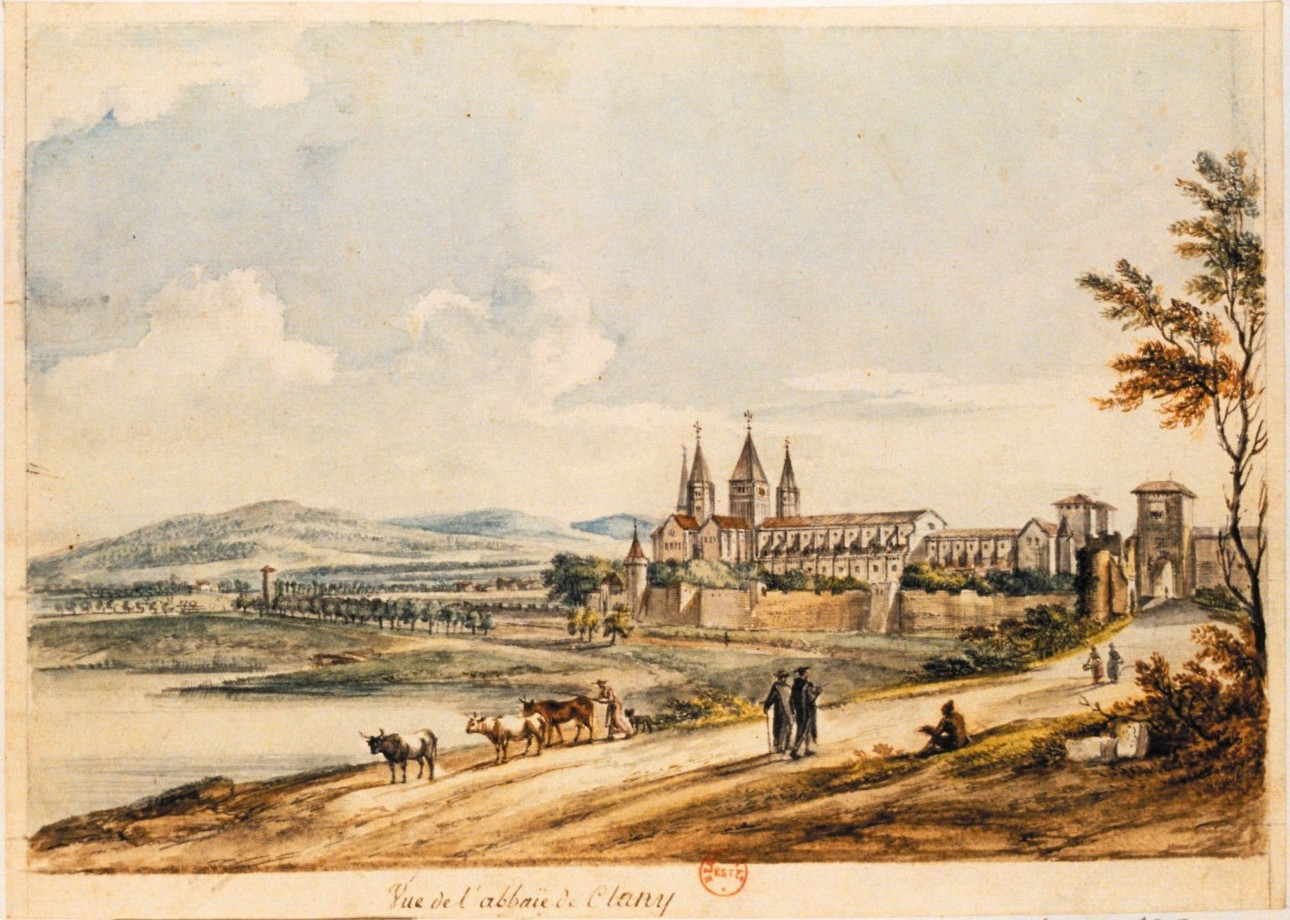
18世纪的克吕尼修道院

克吕尼始建于中世纪中期，其建城历史与克吕尼修道院密切相关。公元910年，阿基坦公爵威廉一世在此修建了修道院，并由此建立了克吕尼教会，倡导通过宗教帮助贫困民众，该教会对法国乃至欧洲的社会秩序产生了深远的影响。修道院的发展也使得其周边形成聚落，并成为一个区域性的商业集镇。中世纪末，克吕尼多次遭到破坏，1562年，修道院被胡格諾派洗劫一空，许多珍贵的手稿被毁坏或移走。法国大革命后，克吕尼成为索恩-卢瓦尔省的一个市镇，克吕尼修道院被共和派没收，成为国家财产。19世纪中后期，法国工业部长维克多·迪吕伊在原修道院的基础上扩建创立工业师范学院，后学校主体于1901年迁至巴黎市中心，更名为法国国立高等工程技术学校。20世纪初，两条地方铁路曾在克吕尼交汇，后因汽车工业的兴起而废弃。20世纪中后期，克吕尼逐渐发展成为一座旅游城市。

## 地理

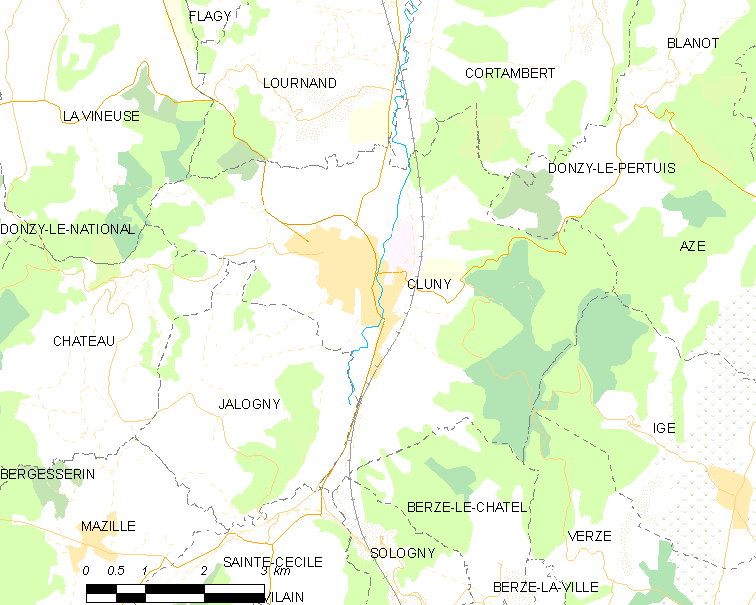
克吕尼市镇范围地图

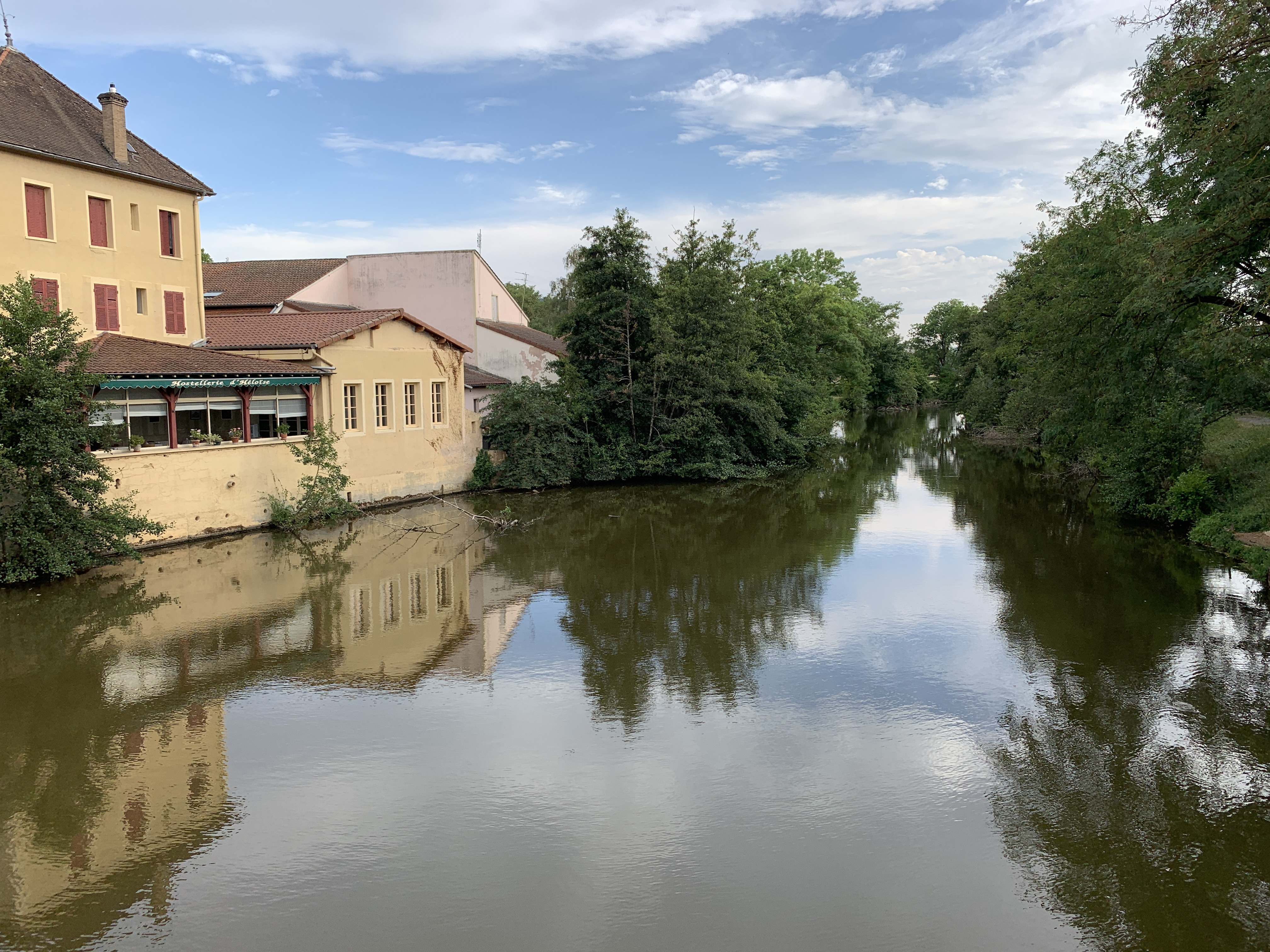
格罗讷河克吕尼段

克吕尼位于法国东部，勃艮第-弗朗什-孔泰大区南部和索恩-卢瓦尔省南部，距离省会马孔大约22公里。与克吕尼接壤的市镇包括：弗勒冈德河畔拉维讷斯、卢尔南、科尔唐贝尔、栋济勒佩尔蒂、阿泽、沙托、雅洛尼、伊热、圣塞西尔、贝尔泽勒沙泰勒、索洛尼和韦尔泽。

### 地形
克吕尼位于法国中央高原的东北部边缘地区，其附近被称为“马科奈”。克吕尼境内以丘陵为主，市镇中心地势自格罗讷河向西缓慢抬升，部分区域起伏明显，全境海拔在226到574米之间。

### 水文
格羅訥河自南向北流经克吕尼市区东部，其左岸支流梅达松河（Le Médasson）在此与其交汇，后者在克吕尼市区内的河段被人工建筑物覆盖。

### 植被
克吕尼属于温带阔叶混交林区，林地多分布于河流及坡地地区。
在鲜花城市的评比中，克吕尼暂未被评级。

### 气候
克吕尼在柯本气候分类法中属于带有地中海特征的温带海洋性气候，因其距离海岸线相对较远，故当地气候又有一定的大陆性特征。
距离克吕尼最近的常年气象站位于雅洛尼境内，以下为该气象站的数据（其中日照数据取自马孔气象站）：
| 雅洛尼 1981年－2019年 | 雅洛尼 1981年－2019年 | 雅洛尼 1981年－2019年 | 雅洛尼 1981年－2019年 | 雅洛尼 1981年－2019年 | 雅洛尼 1981年－2019年 | 雅洛尼 1981年－2019年 | 雅洛尼 1981年－2019年 | 雅洛尼 1981年－2019年 | 雅洛尼 1981年－2019年 | 雅洛尼 1981年－2019年 | 雅洛尼 1981年－2019年 | 雅洛尼 1981年－2019年 | 雅洛尼 1981年－2019年 |
| 月份                  | 1月                   | 2月                   | 3月                   | 4月                   | 5月                   | 6月                   | 7月                   | 8月                   | 9月                   | 10月                  | 11月                  | 12月                  | 全年                  |
| --------------------- | --------------------- | --------------------- | --------------------- | --------------------- | --------------------- | --------------------- | --------------------- | --------------------- | --------------------- | --------------------- | --------------------- | --------------------- | --------------------- |
| 历史最高温 °C（°F）   | 18.5 (65.3)           | 19.9 (67.8)           | 24.7 (76.5)           | 28.1 (82.6)           | 31.9 (89.4)           | 36.3 (97.3)           | 38.3 (100.9)          | 39.6 (103.3)          | 34.3 (93.7)           | 28.1 (82.6)           | 21.7 (71.1)           | 19.6 (67.3)           | 39.6 (103.3)          |
| 平均高温 °C（°F）     | 5.9 (42.6)            | 7.7 (45.9)            | 12.2 (54.0)           | 15.5 (59.9)           | 20.1 (68.2)           | 23.7 (74.7)           | 26.5 (79.7)           | 26 (79)               | 21.6 (70.9)           | 16.5 (61.7)           | 10 (50)               | 6.5 (43.7)            | 16 (61)               |
| 日均气温 °C（°F）     | 2.5 (36.5)            | 3.5 (38.3)            | 6.8 (44.2)            | 9.5 (49.1)            | 13.9 (57.0)           | 17.3 (63.1)           | 19.7 (67.5)           | 19.1 (66.4)           | 15.3 (59.5)           | 11.6 (52.9)           | 6.1 (43.0)            | 3.3 (37.9)            | 10.7 (51.3)           |
| 平均低温 °C（°F）     | −0.9 (30.4)           | −0.7 (30.7)           | 1.4 (34.5)            | 3.5 (38.3)            | 7.8 (46.0)            | 10.8 (51.4)           | 12.9 (55.2)           | 12.1 (53.8)           | 9.1 (48.4)            | 6.7 (44.1)            | 2.2 (36.0)            | 0.1 (32.2)            | 5.4 (41.7)            |
| 历史最低温 °C（°F）   | −21.6 (−6.9)          | −17.6 (0.3)           | −13 (9)               | −8 (18)               | −2.7 (27.1)           | 0.9 (33.6)            | 3.5 (38.3)            | 1.5 (34.7)            | −0.4 (31.3)           | −8 (18)               | −11.1 (12.0)          | −19.1 (−2.4)          | −21.6 (−6.9)          |
| 平均降水量 mm（）     | 61.2 (2.41)           | 54.1 (2.13)           | 56.9 (2.24)           | 75.9 (2.99)           | 93.1 (3.67)           | 78.6 (3.09)           | 69.9 (2.75)           | 68.7 (2.70)           | 81.1 (3.19)           | 85.5 (3.37)           | 85.4 (3.36)           | 72.2 (2.84)           | 882.6 (34.75)         |
| 月均日照時數          | 61.9                  | 91.5                  | 154.9                 | 182                   | 212.9                 | 245.3                 | 267.7                 | 242.4                 | 185.6                 | 116.9                 | 70.3                  | 50.5                  | 1,881.9               |
| 来源：infoclimat.fr   |                       |                       |                       |                       |                       |                       |                       |                       |                       |                       |                       |                       |                       |

## 行政区划
克吕尼的市镇编号为71137，邮政编号为71250。
在行政管理方面，克吕尼隶属于法国勃艮第-弗朗什-孔泰大区索恩-卢瓦尔省马孔区；在地方选举方面，克吕尼是克吕尼县的中央投票站所在地，其市镇范围全境被划入索恩-卢瓦尔省第一选区；在社会管理方面，克吕尼是克吕尼地区市镇公共社区的办公驻地。
截至2023年4月，克吕尼市镇范围内暂无任何城市敏感街区及城市政策优先街区。
法国国家统计与经济研究所（简称）在进行数据统计时，将克吕尼及相邻的卢尔南设为克吕尼城市核心区（Unité urbaine de Cluny）以及克吕尼城市区（Aire urbaine de Cluny）。自2020年起，克吕尼城市区被包含105个市镇的马孔城市辐射区代替。此外，还将克吕尼市镇整体看作一个“块区”（IRIS），以便于统计人口分布情况。

## 交通

### 公路
多条索恩-卢瓦尔省省道在克吕尼境内交汇。勃艮第-弗朗什-孔泰大区下属的城际客运提供巴士线路，可前往马孔、索恩河畔沙隆、帕赖勒莫尼亚勒等地。
| 29 | 22 |

| 3 | 20 |

| 马孔 | 24 |

| 索恩河畔沙隆 | 48 |

| 勒克勒佐 | 56 |

| 蒙索莱米讷 | 43 |

| 帕赖勒莫尼亚勒 | 54 |

| 沙罗勒 | 38 |

2018年，69.4%的克吕尼家庭拥有至少一辆私人汽车。2018年，克吕尼境内共发生各类交通事故1起，造成1人受伤。

### 铁路

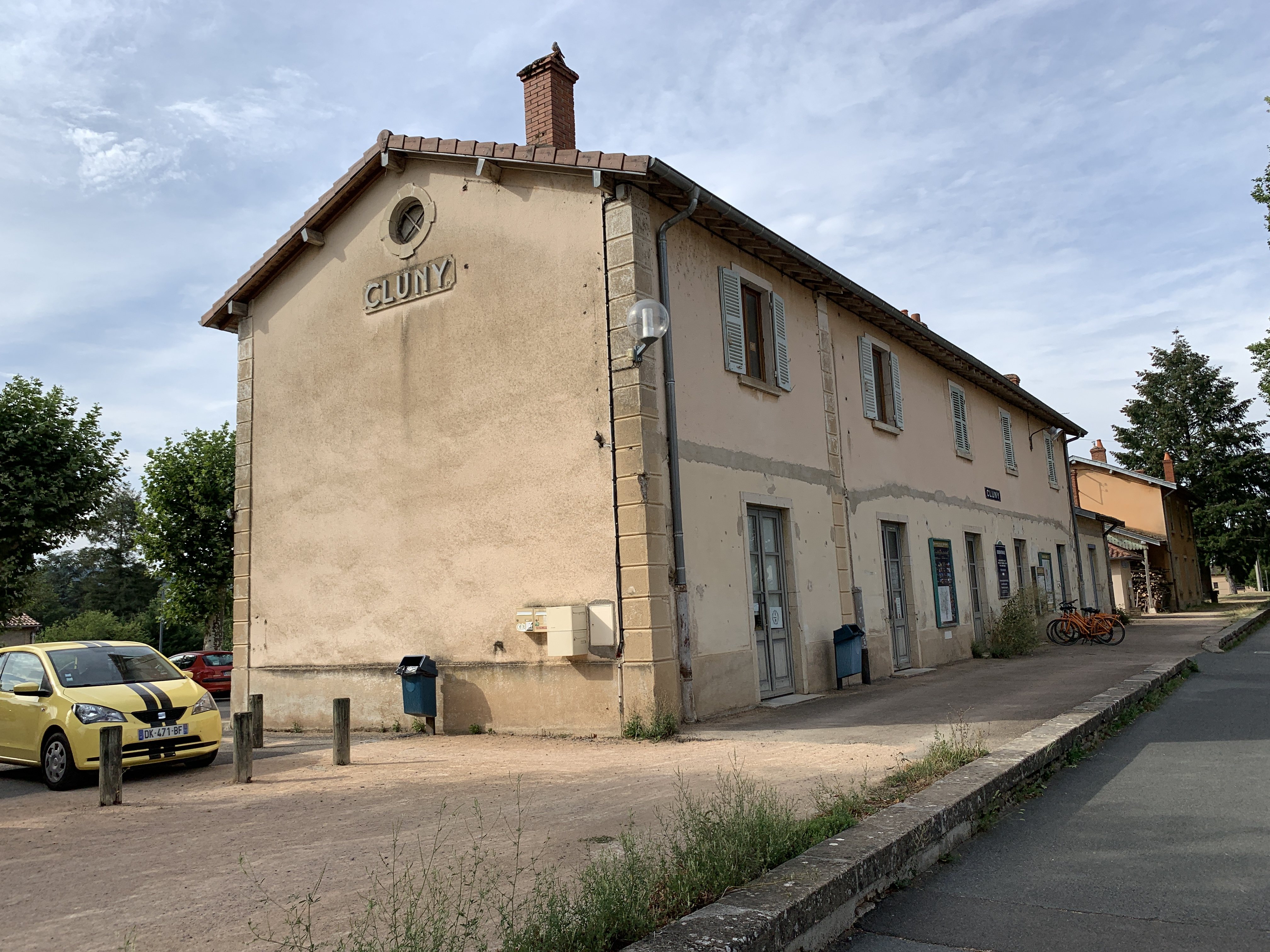
克吕尼火车站旧址

东南高速铁路经过克吕尼市区东部但未设置站点。每天超过240班次的列车通过，产生的噪音污染对当地居民的日常生活带来的严重影响；此外途径克吕尼的穆兰－马孔铁路和克吕尼－索恩河畔沙隆铁路均已关闭。
距离克吕尼最近的运营中的客运铁路车站为20公里外的马孔-洛谢TGV站，该站停靠往返于巴黎和里昂、阿讷西、格勒诺布尔、埃维昂莱班等地的高速列车。

### 航空
距离克吕尼最近的民用航空站为里昂圣埃克絮佩里机场，距离克吕尼市中心的公路里程约108公里。

### 城市公共交通
截至2022年4月，克吕尼暂无城市公共交通系统。

## 政治

### 市政内阁

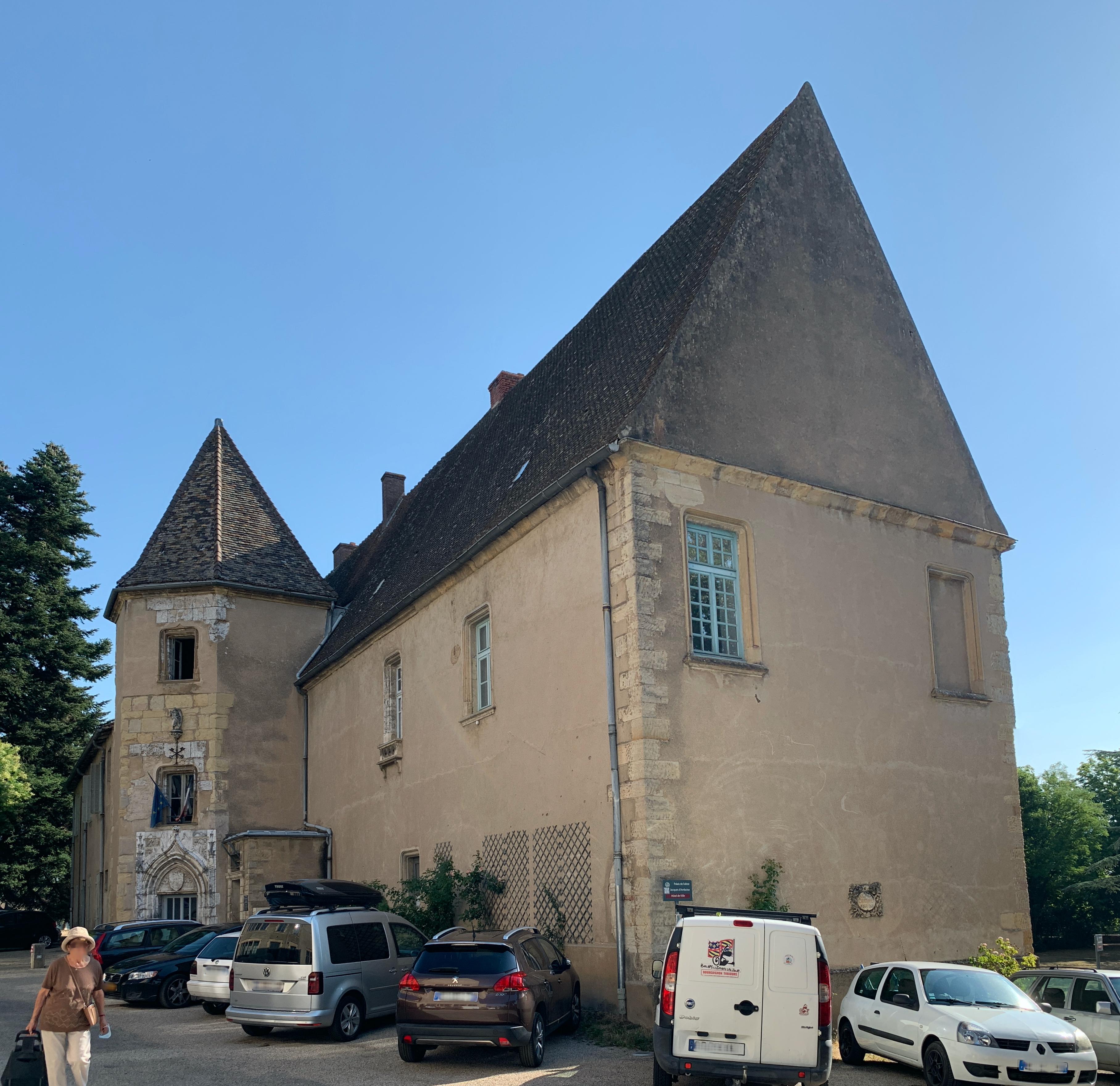
克吕尼市政厅

克吕尼的现任市长为玛丽·福韦女士（Marie FAUVET），她是一名左翼无党派人士，在2020年的市政选举中获得了47.02%的支持率。
| 克吕尼历届市长 | 克吕尼历届市长                     | 克吕尼历届市长                                               |
| 任期           | 市长                               | 党派                                                         |
| -------------- | ---------------------------------- | ------------------------------------------------------------ |
| 1944年－1947年 | Marcel GOBET 马塞尔·戈贝           | DVD右翼无党派人士                                            |
| 1947年－1965年 | Charles PLEINDOUX 夏尔·普兰杜      | RAD激进党 →DVD右翼无党派人士                                 |
| 1965年－1989年 | Gérard GALANTUCCI 热拉尔·加兰图奇  | PCF法国共产党                                                |
| 1989年－2008年 | Robert ROLLAND 罗贝尔·罗兰         | UDF法国民主联盟 →PR法国共和人党 →DL民主自由 →UMP人民运动联盟 |
| 2008年－2014年 | Jean-Luc DELPEUCH 让-吕克·德尔珀什 | DVG左翼无党派人士                                            |
| 2014年－2020年 | Henri BONIAU 亨利·博尼奥           | UMP人民运动联盟 →LR共和黨                                    |
| 2020年－       | Marie FAUVET 玛丽·福韦             | DVG左翼无党派人士                                            |

### 各级选举
| 克吕尼历届投票选举结果 | 克吕尼历届投票选举结果 | 克吕尼历届投票选举结果 | 克吕尼历届投票选举结果 | 克吕尼历届投票选举结果         | 克吕尼历届投票选举结果 | 克吕尼历届投票选举结果 | 克吕尼历届投票选举结果         | 克吕尼历届投票选举结果 | 克吕尼历届投票选举结果 |
| 选举项目               | 选举范围               | 选区单位               | 选举结果               | 选举结果                       | 选举结果               | 选举结果               | 选举结果                       | 选举结果               | 参考资料               |
| 选举项目               | 选举范围               | 选区单位               | 第一轮胜出者           | 第一轮胜出者                   | 支持率                 | 第二轮胜出者           | 第二轮胜出者                   | 支持率                 | 参考资料               |
| ---------------------- | ---------------------- | ---------------------- | ---------------------- | ------------------------------ | ---------------------- | ---------------------- | ------------------------------ | ---------------------- | ---------------------- |
| 2017年法國總統選舉     | 法國                   | 市镇                   |                        | 埃马纽埃尔·马克龙              | 23.92%                 |                        | 埃马纽埃尔·马克龙              | 74.82%                 | [ 25 ]                 |
| 2017年法国立法选举     | 索恩-卢瓦尔省第一选区  | 市镇                   |                        | 邦雅曼·迪克斯                  | 40.61%                 |                        | 邦雅曼·迪克斯                  | 64.45%                 | [ 25 ]                 |
| 2019年欧洲议会选举     | 法國                   | 市镇                   |                        | 纳塔莉·卢瓦索                  | 25.86%                 | （不适用）             | （不适用）                     | （不适用）             | [ 27 ]                 |
| 2021年法国省级选举     | 索恩-卢瓦尔省          | 县                     |                        | 让-吕克·丰特赖 伊丽莎白·勒莫农 | 60.17%                 |                        | 让-吕克·丰特赖 伊丽莎白·勒莫农 | 67.05%                 | [ 28 ]                 |
| 2021年法国省级选举     | 索恩-卢瓦尔省          | 市镇                   |                        | 让-吕克·丰特赖 伊丽莎白·勒莫农 | 59.85%                 |                        | 让-吕克·丰特赖 伊丽莎白·勒莫农 | 64.94%                 | [ 28 ]                 |
| 2021年法国大区选举     |                        | 市镇                   |                        | 玛丽-吉特·迪费                 | 29.57%                 |                        | 玛丽-吉特·迪费                 | 55.18%                 | [ 29 ]                 |
| 2022年法国总统选举     | 法國                   | 市镇                   |                        | 埃马纽埃尔·马克龙              | 30.29%                 |                        | 埃马纽埃尔·马克龙              | 64.17%                 | [ 25 ]                 |
| 2022年法国立法选举     | 索恩-卢瓦尔省第一选区  | 市镇                   |                        | 帕特里克·莫南                  | 35.98%                 |                        | 邦雅曼·迪克斯                  | 50.84%                 | [ 25 ]                 |

## 人口
2019年，克吕尼市镇人口数量为4,929，在法国排名第2,235位。其中男性2,389人，女性2,540人，75岁及以上人口占12.5%，外籍人口数量为377人，人口密度为208人/平方公里，当地居民被称为（男性）或（女性）。2020年，克吕尼境内出生37人，死亡人口88人。
| 克吕尼1901年－2019年人口变化情况 |
|                                  |
| 数据来源：Cassini、INSEE         |

## 经济

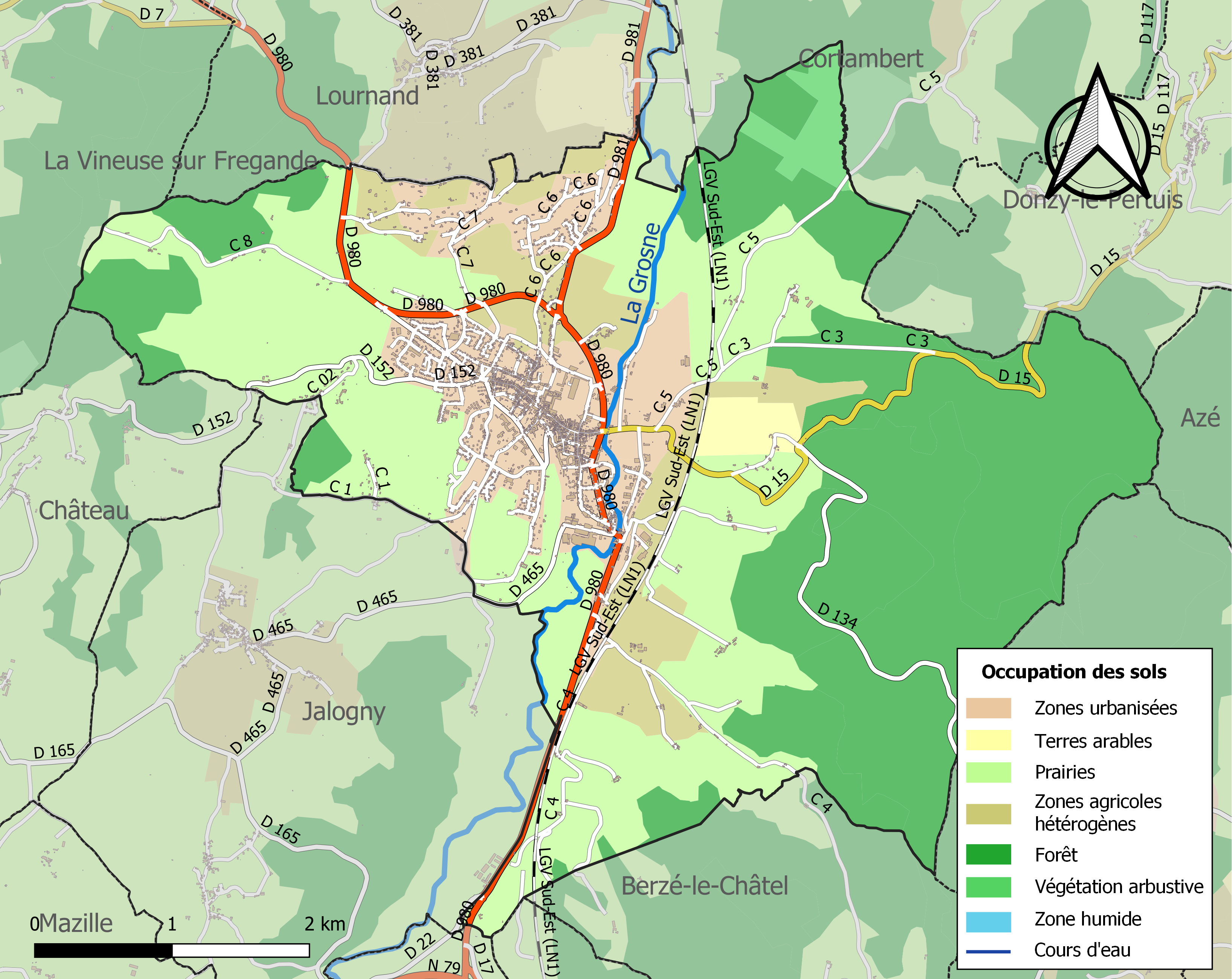
克吕尼土地利用情况地图

克吕尼是一个区域性的中心城市。截止2022年3月，克吕尼市镇范围内共有各类用人单位（包含自雇）955家，平均历史为18年，其中99.61%为中小型企业（PME）。（管道器材安装）、（汽车配件销售）及（零售）是当地2020年营业额最高的三个企业，分别为66,851,346欧元、3,965,330欧元和3,104,541欧元。

## 财政与居民收入
2020年，克吕尼的财政收入总额为6,139,010欧元，财政支出总额为6,234,560欧元，当年的债务总额为5,672,920欧元。2021年，克吕尼共获得1,248,561欧元的国家财政补助，比上一年增加了2.87%。
2019年，克吕尼的人均月收入总额为2,232欧元，其中高级职员为4,131欧元，低于法国平均水平（4,230欧元）；中级职员为2,355欧元，低于法国平均水平（2,411欧元）；普通职员为1,653欧元，亦低于法国平均水平（1,740欧元）。
2018年，克吕尼境内的青壮年（15至64岁）失业率为8.6%，当地50.3%的家庭拥有纳税资格，平均纳税2,981欧元，低于法国平均水平（3,910欧元）。

## 社会事务

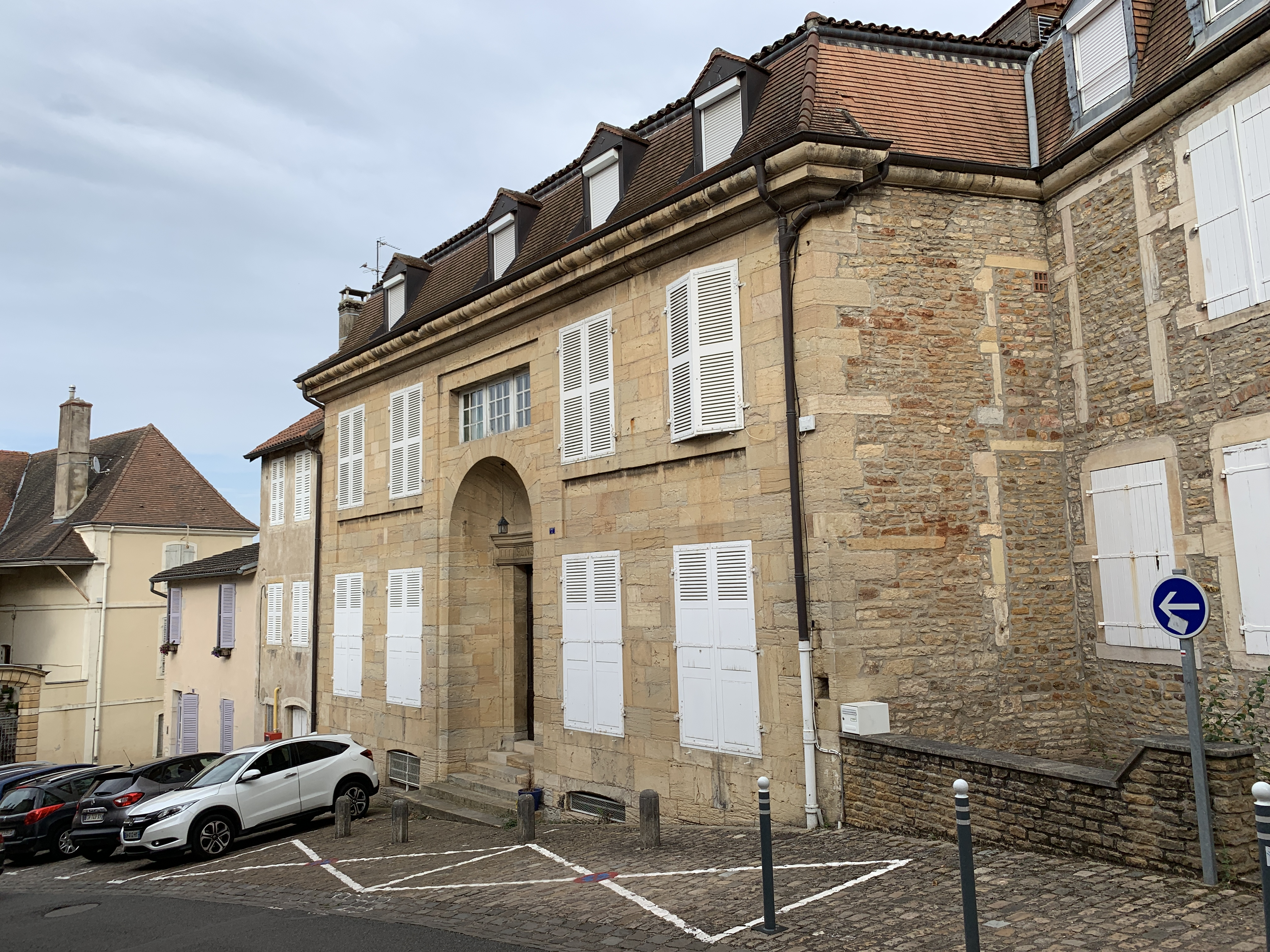
克吕尼圣心寄宿学校

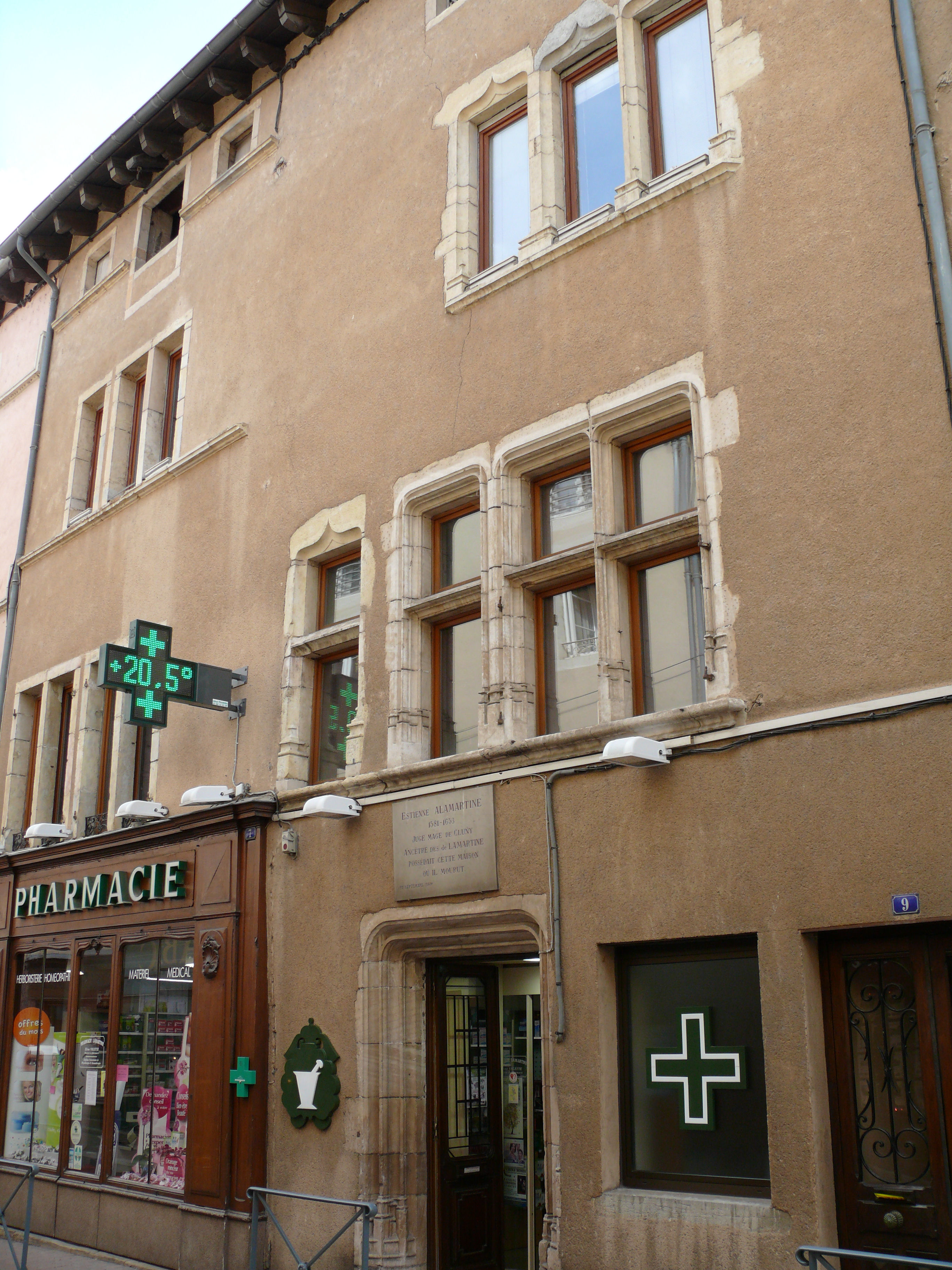
克吕尼街头的一处药房

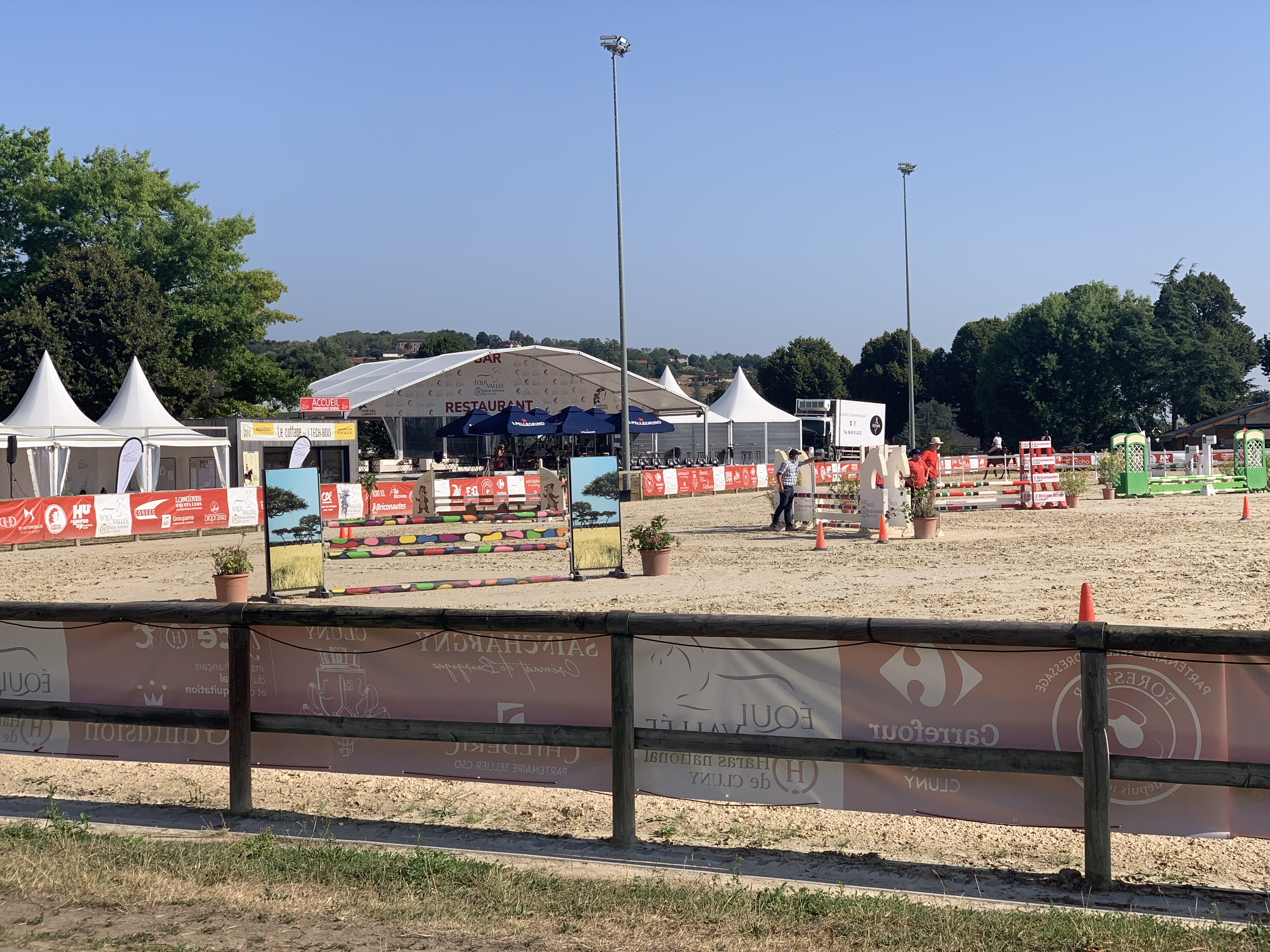
克吕尼的一处马术场地

### 教育
克吕尼属于第戎学区。截止2020年1月1日，克吕尼境内共有3所小学、1所初级中学和1所普通高中。2018至2019学年度，克吕尼境内共有在校中等教育阶段学生982名。
在高等教育方面，法国国立高等工程技术学校在克吕尼修道院设有一处校区。

### 医疗
截止2020年1月1日，克吕尼境内共有全科医生7名、保健师15名、牙医7名、护士9名和助产士2名。境内共有药房2家、养老院2家。
克吕尼中心医院（Centre Hospitalier de Cluny）是法国的一个区域性医疗机构，其主病区位于克吕尼市区，设有床位220个，是当地规模最大的公立综合性医院。

### 住房
2018年，克吕尼境内共有各类住房2,714套，其中53%为独立式居民区，主要分布于市区周边；44.8%为集中式居民区，主要分布于镇中心。常住房屋占克吕尼市镇范围内居民建筑总量的85.6%。
在住房保障政策方面，2020年，克吕尼境内共有625户家庭获得了住房经济补助，受益人数占总人口数量的12.8%，其中609份为房租补助。

### 商业
2019年，克吕尼境内共有各类实体商铺163家，其中餐厅27家、大型超市4家、杂货店4家、面包房4家、肉铺3家、书店4家、装饰品店1家、银行门店6家、美容美发店12家、汽车维修店10家。市区西部建有一家家乐福超市。

### 体育
2020年，克吕尼境内共有1家游泳池、3间体育馆、1座综合体育场、8处网球场、4处马术场、2处足球或橄榄球场以及1处篮球或排球场。
截至2022年4月，克吕尼境内共有两家注册足球俱乐部。克吕尼足球体育联盟（US Cluny football，编号506915）是当地的代表性足球队，其主队2021至2022赛季参加勃艮第-弗朗什-孔泰大区足球联赛乙组（法国第七级别），其主场为让·雷诺球场（Stade Jean Renaud）。

### 环境
克吕尼的环境事务由其所属的克吕尼地区市镇公共社区负责。2019年，克吕尼境内暂无污染企业。

### 治安
2019年，克吕尼市镇范围内有1处宪兵队。
克吕尼所在地是马孔国家宪兵队（Zone gendarmerie de Mâcon）的管辖范围。2020年，该宪兵队辖区内共136个市镇累计发生各类案件2,111起，其中盗窃类案件1,102起，经济类案件352起，毒品交易类案件112起。

## 文化
2020年，克吕尼境内共有1家电影院和2家博物馆。克吕尼市政府提供市政多媒体中心（Médiathèque municipale），每周一至六向公众开放。

### 建筑
克吕尼境内有多处历史建筑，其中克吕尼修道院是当地的地标性建筑物，其主体及多个附属建筑物为法国国家文物保护单位。

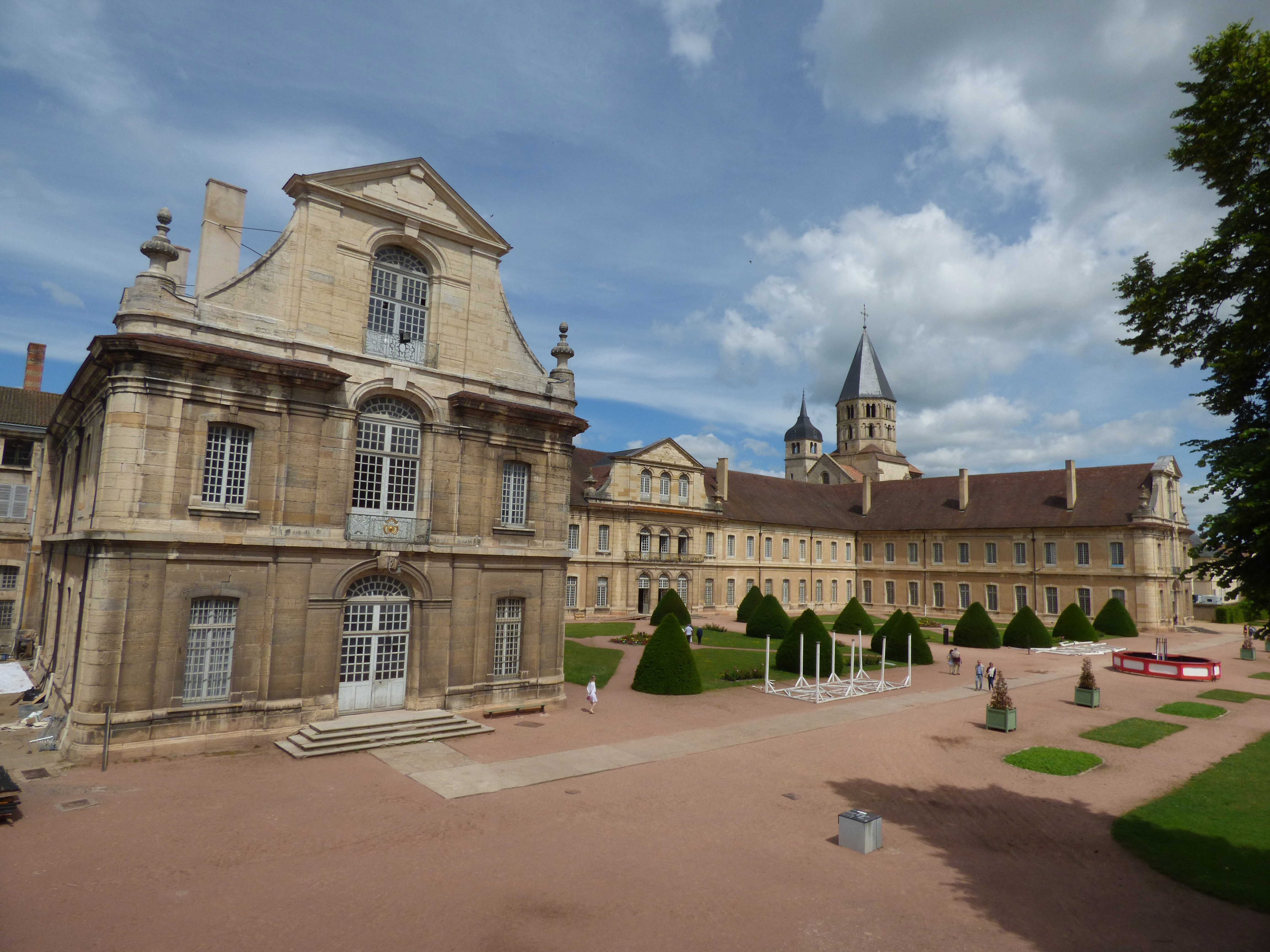
克吕尼修道院
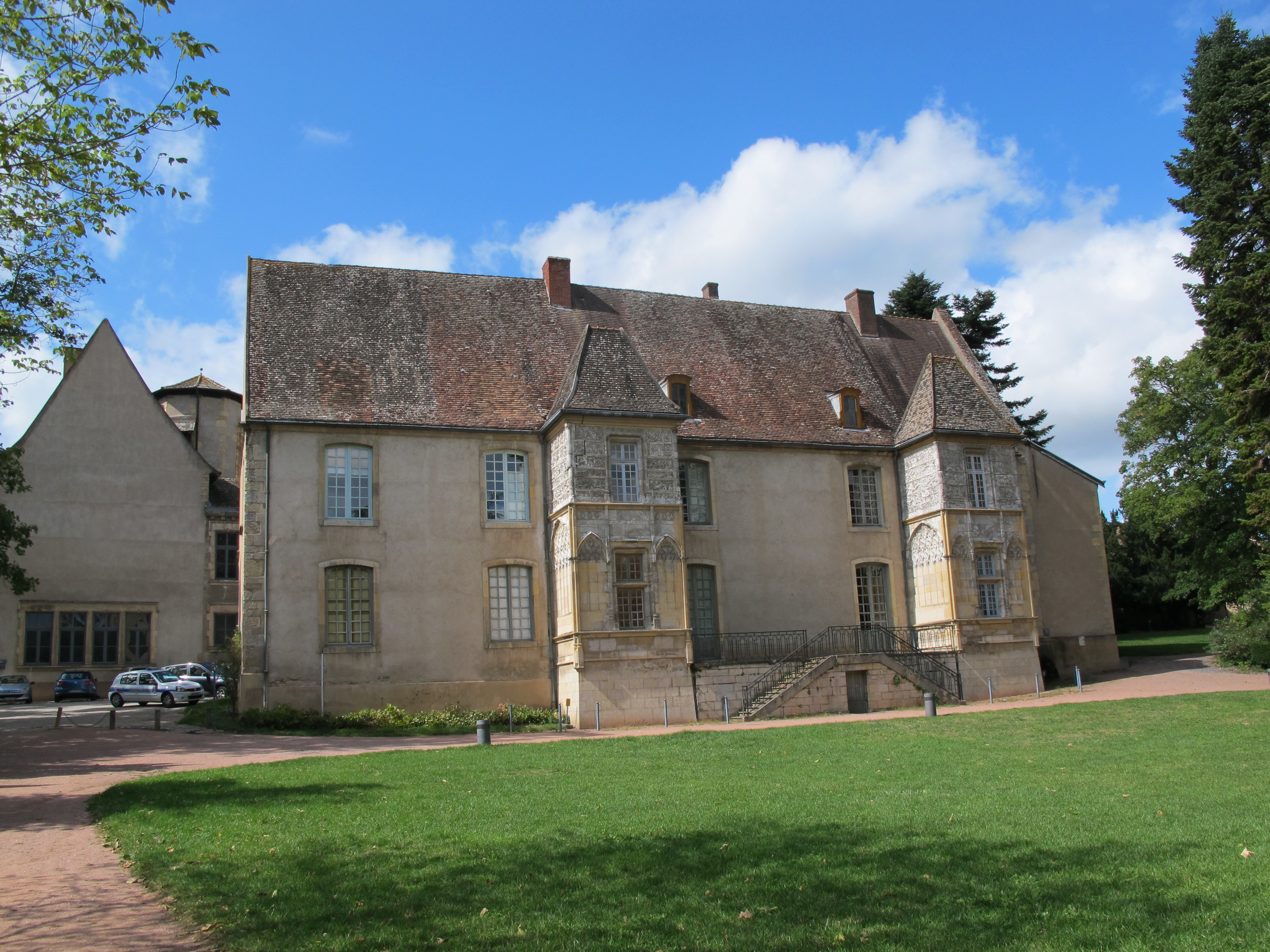
修道院宫
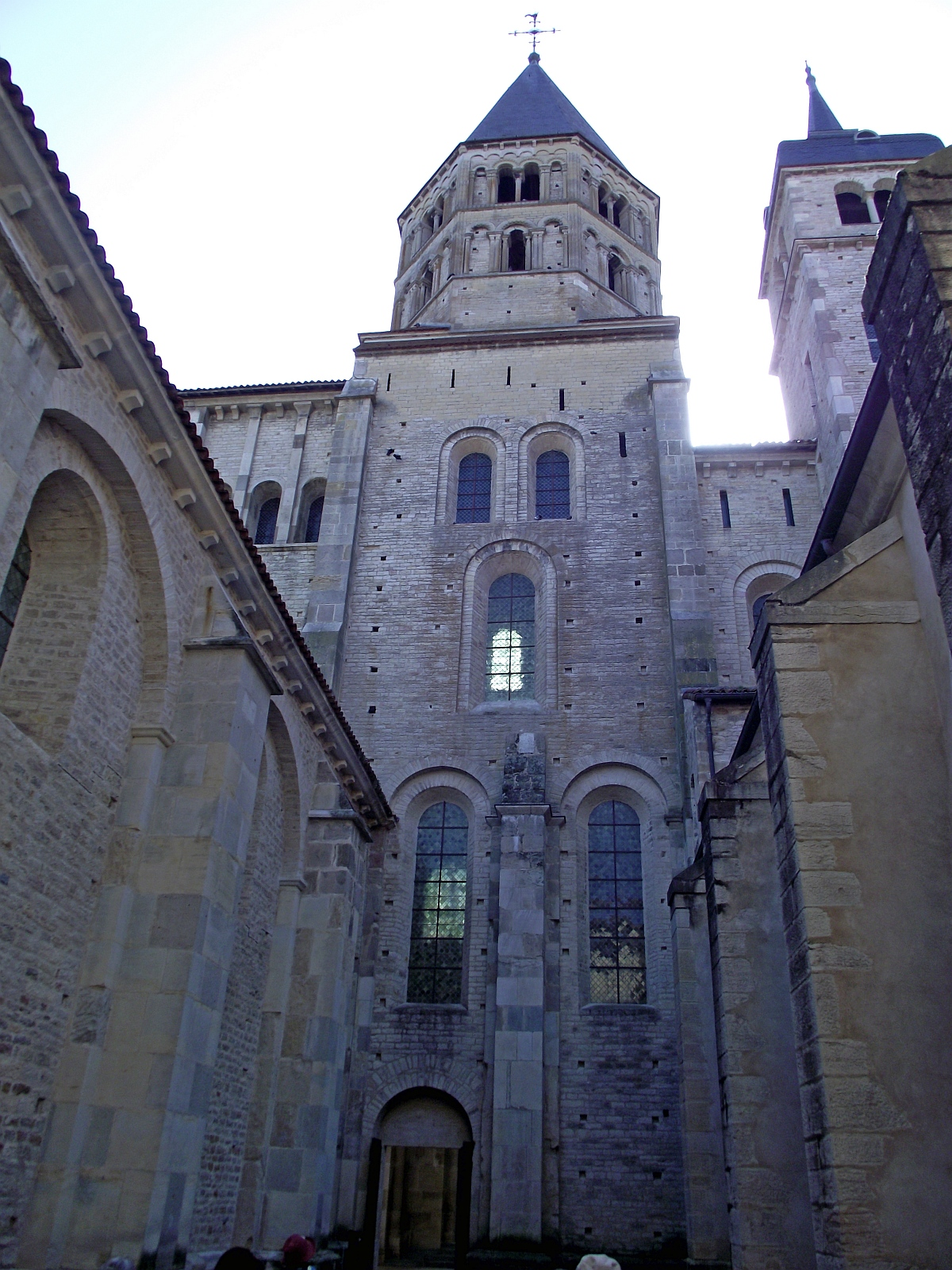
修道院教堂
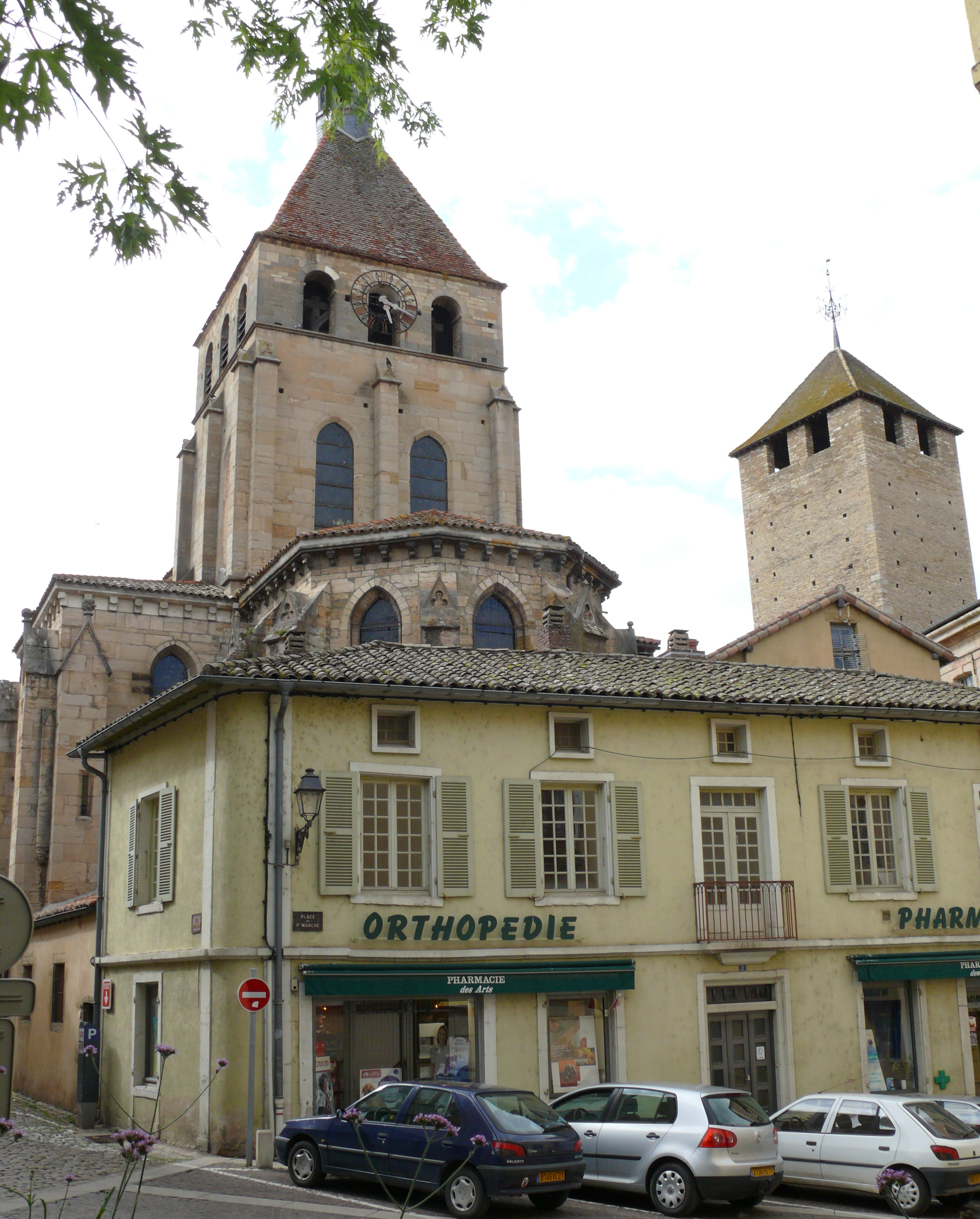
圣母教堂（法语：Église Notre-Dame de Cluny）
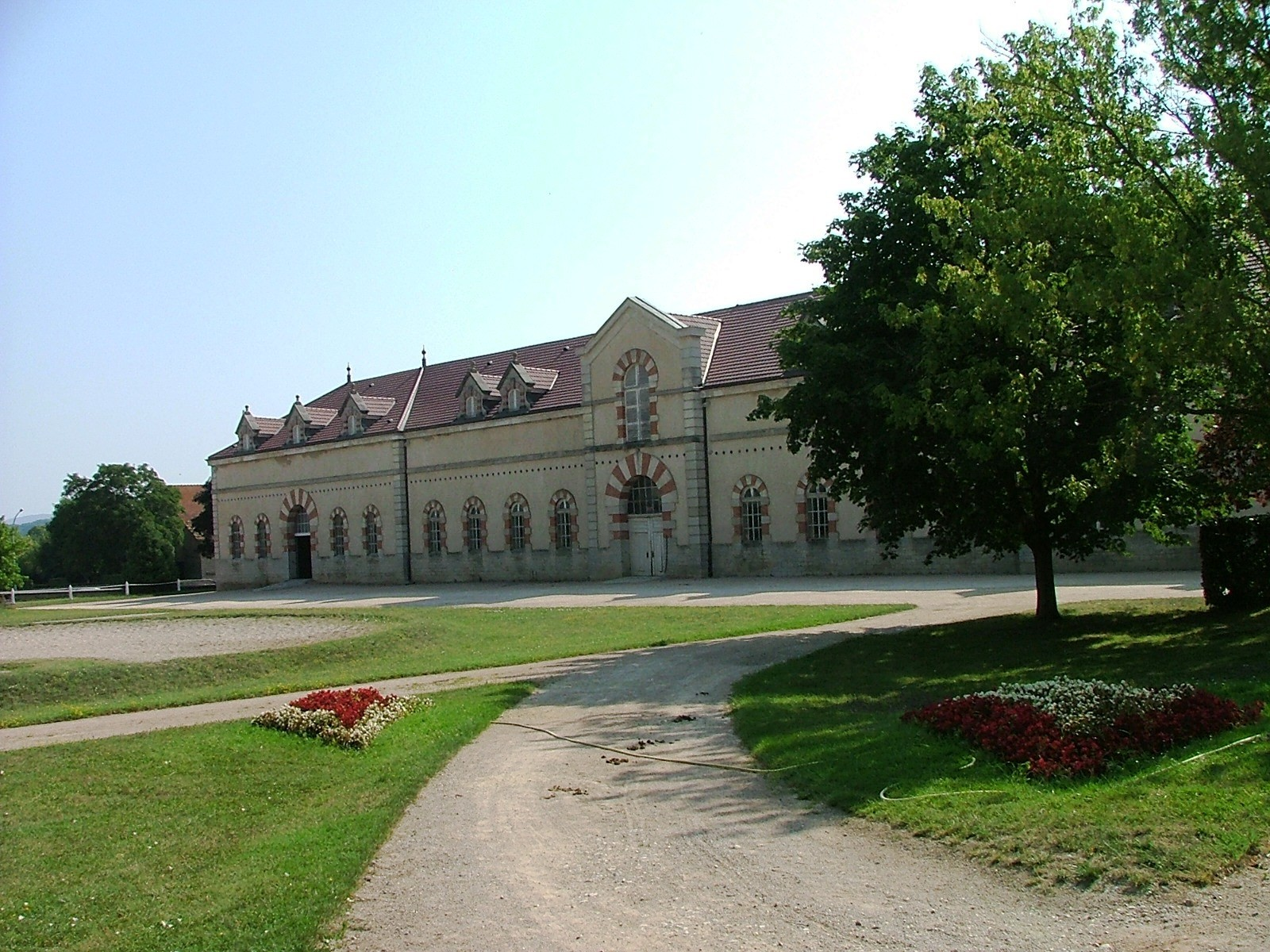
克吕尼国家种马场（法语：Haras national de Cluny）
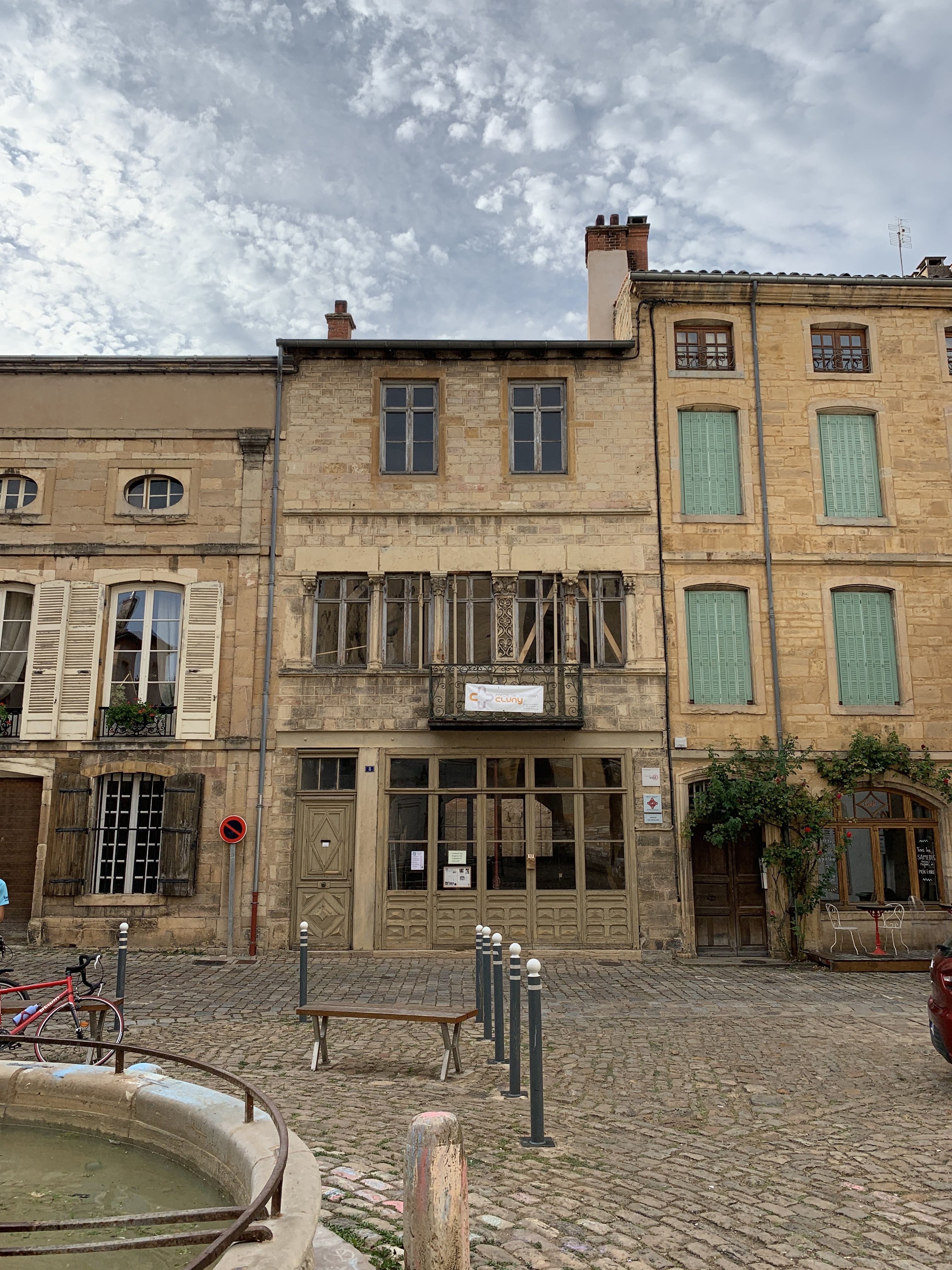
龙宫
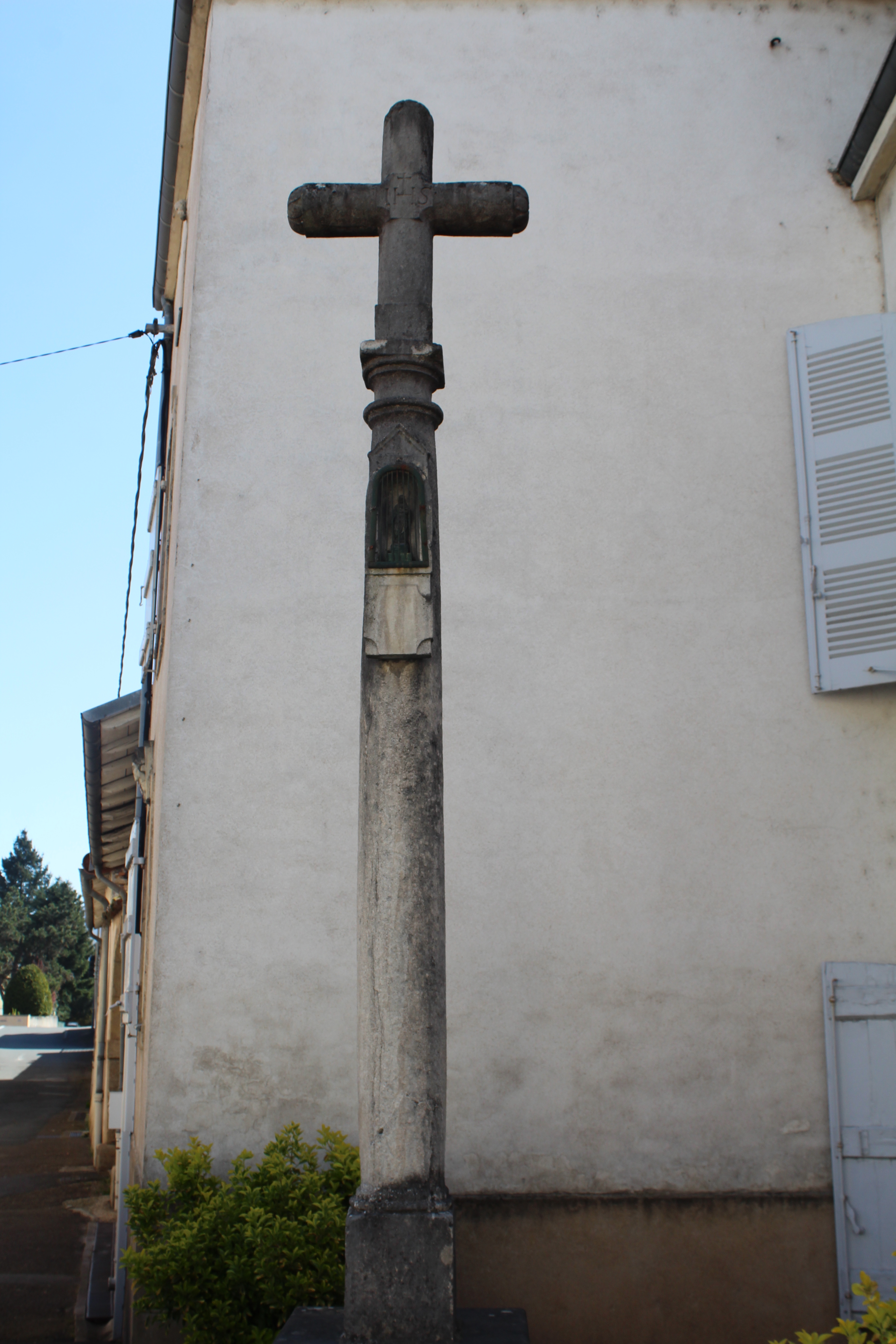
十字架
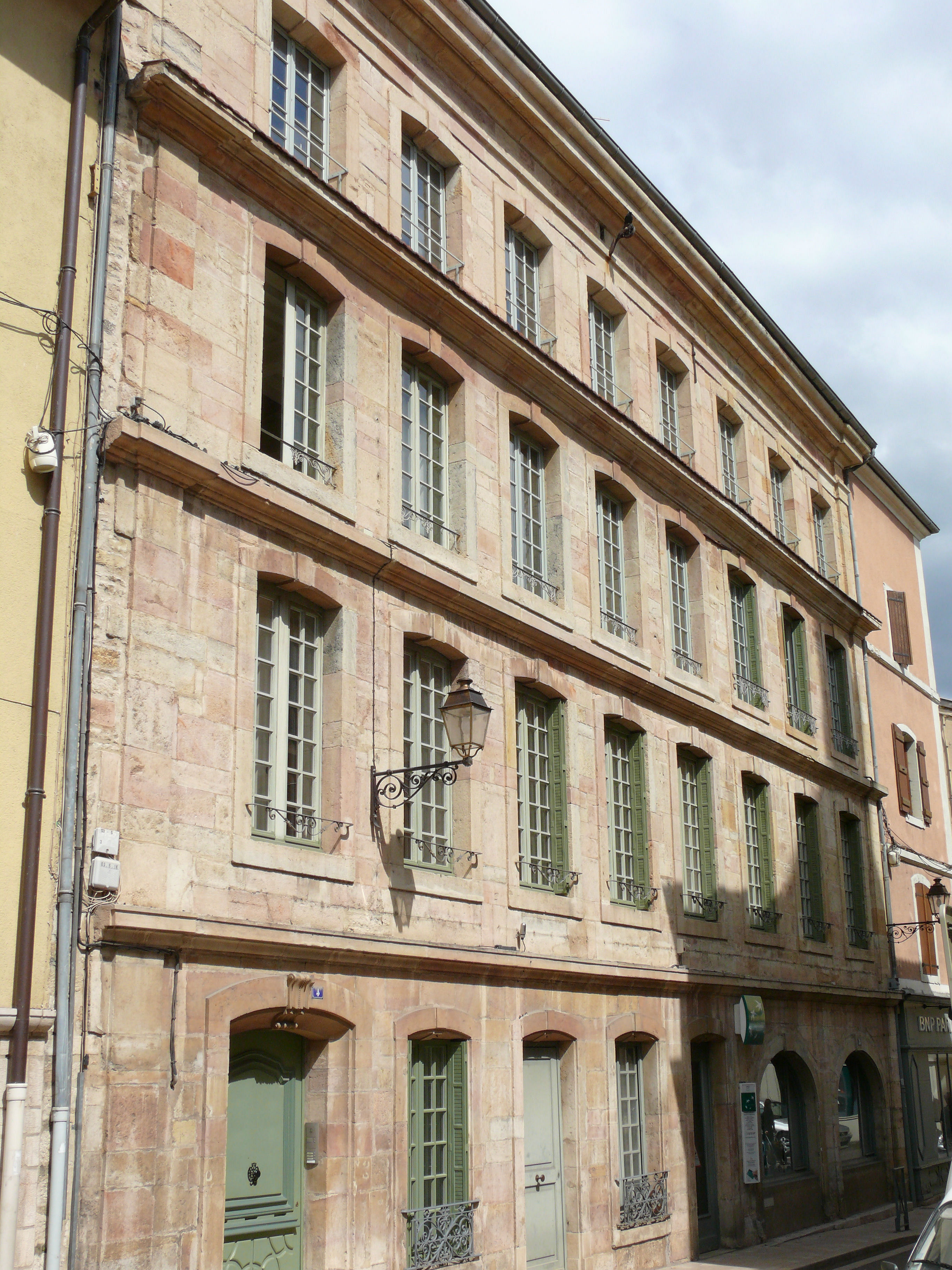
传统民居

### 旅游
克吕尼的旅游事务由其所属的克吕尼地区市镇公共社区负责。2021年，克吕尼境内共有6家酒店共计103间房间；另有1个露营地，可容纳共91辆露营车。

### 媒体
法国主要的媒体均可在克吕尼接收，法国电视三台下属的勃艮第-弗朗什-孔泰大区频道在部分时段播出克吕尼所属区域的地方新闻。《索恩-卢瓦尔省日报》、蓝色法兰西勃艮第广播等是当地主要的地方性媒体。

## 友好城市
截至2022年4月，克吕尼暂未建立任何友好城市关系。